# Rhopalizida risbeci
Rhopalizida risbeci är en skalbaggsart som beskrevs av Pierre Lepesme 1956. Rhopalizida risbeci ingår i släktet Rhopalizida och familjen långhorningar. Inga underarter finns listade i Catalogue of Life.